# ES CON FIELD HOKKAIDO
ES CON FIELD HOKKAIDO（日語：エスコン フィールド HOKKAIDO），是日本一座棒球場，位於北海道北廣島市。這座球場在2020年4月動工興建，由HKS公司和大林組負責設計和施工，岩田地崎建設也參與施工。2023年3月作為日本職棒北海道日本火腿鬥士隊（以下簡稱「日本火腿」）的新主場開業。
這座球場是自2009年在廣島縣廣島市開設的馬自達Zoom-Zoom廣島球場以來，所新建的職棒球場。此球場有一個可開闔的屋頂，可容納35,000人（約30,000個座位）。它是北海道棒球園區F村（北海道ボールパークFビレッジ）的一部分，除了球場，園區內將建造住宿設施、商業設施、餐廳和公寓。

## 背景
2016年初，日本火腿開始考慮在札幌或其周邊地區建造新球場。
自從2004年日本火腿從東京搬到札幌以來，它的主場比賽一直是在札幌巨蛋舉行。札幌巨蛋為棒球及足球為主的多功能球場，由札幌市政府所有，委託札幌巨蛋有限公司運營和管理。在札幌巨蛋，每場比賽的成本約為1600萬日元，每年約為13億日元。然而，日本火腿沒有從比賽中獲得冠名權或廣告收入。高昂的租金、體育場內銷售收入的下降，以及多用途設施的僵化與不便，促使日本火腿計劃建造自己的球場。該隊在北海道有15至20個候選地點，包括札幌市北區北海道大學校園、札幌市南區真駒內地區，以及計劃在北廣島市建設的北廣島運動公園用地。
2016年12月，日本棒球機構宣布將與日本火腿聯合成立工作小組，並計劃在2018年3月之前開始新球場的建設事業。同年12月20日，北廣島市市長上野正三會見了工作小組代表，提供了北廣島運動公園36公頃中的20公頃土地，以建造了一個可容納30,000人的可伸縮屋頂和天然草坪的室內球場。市長提議加設棒球練習場、練習設施和商業設施。起初，札幌市政府呼籲球隊繼續將札幌巨蛋作為主場，甚至提議將現在用作足球和音樂會場地的札幌巨蛋改造成棒球專用場地。然而，日本火腿推動了建立新設施的計劃，同時北廣島市政府從早期就提出了計劃。四個月後，札幌市政府提議提供兩處場地：北海道大學校區內的10公頃和豐平區的13公頃土地，但由於各種情況，兩地都被判定為無法使用。札幌市政府於2017年底提出了第三個地點真駒内公園，同時日本火腿與北廣島市政府的談判仍在繼續。札幌市政府提議拆除真駒內公園的老舊體育場，並在20公頃的場地上建造一個新的球場，包括餐廳和商業設施。
2018年，按照與北廣島市政府的計劃，北廣島綜合公園的選址正式被選為日本火腿的新棒球場。札幌市政府的提案因擔心真駒內公園的自然環境保護和當地居民的反對而被拒絕。此外，北廣島市政府提議的36公頃的廣闊土地，在建設體育場和周邊設施方面更具優勢。北廣島市政府還同意承擔基礎設施開發費用，向日本火腿免費出租土地，並在10年內免除棒球場和其他設施的財產稅和都市計劃稅。

## 開發建設

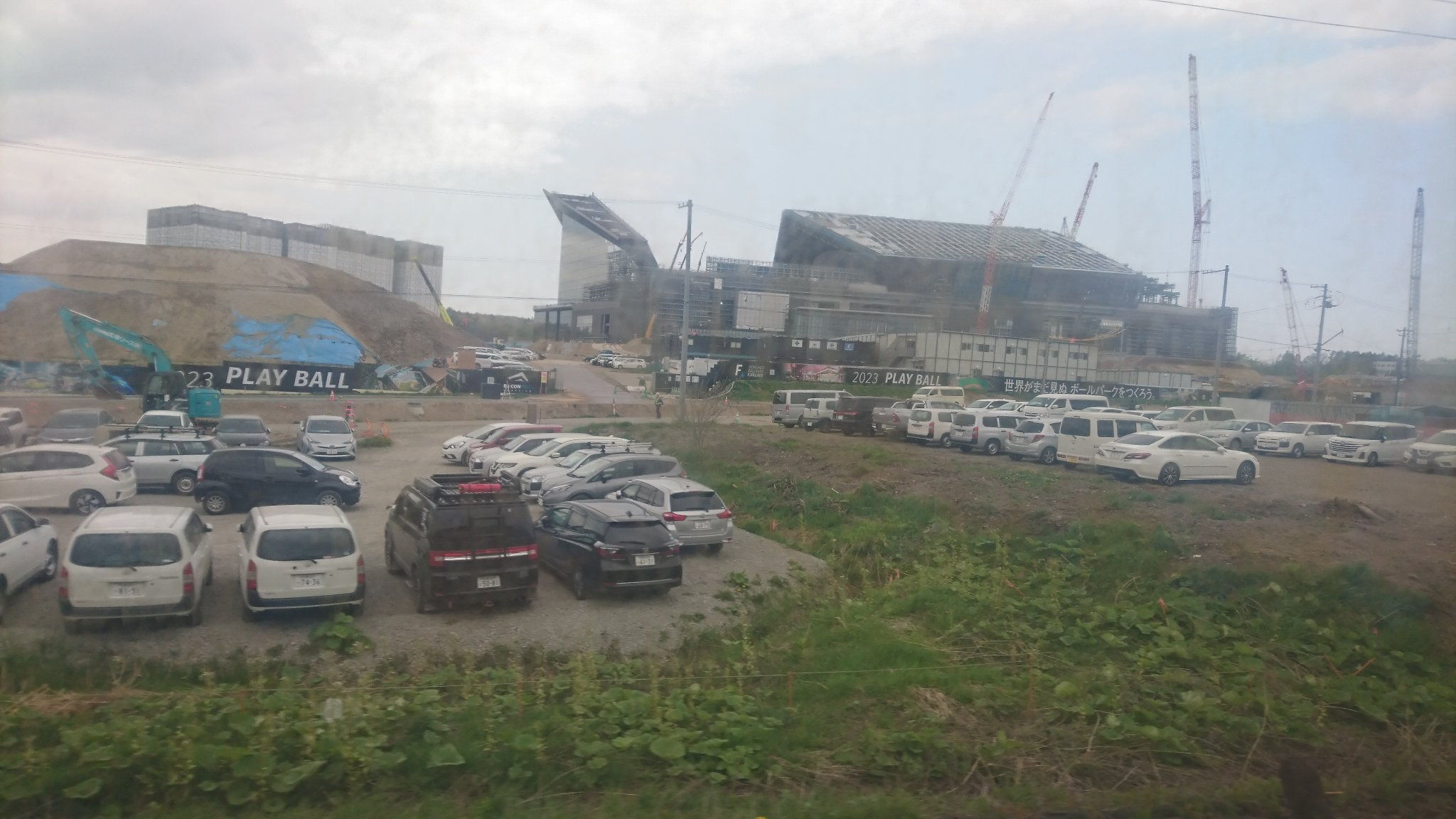
JR千歲線列車內拍攝的建設中的棒球場（2022年5月）

2018年初，日本火腿與美國職棒大聯盟德州遊騎兵球團簽訂了合作協議，當時遊騎兵也正在興建新的球場全球人壽球場，為日本火腿提供了新球場設計的建議。同年底，日本火腿公佈了球場設計和細節。可容納35,000人的棒球場由美國建築事務所HKS公司設計，具有可伸縮的屋頂和天然草皮，結構及屋頂開闔方式與全球人壽球場相近。球場由成立於2019年10月的日本火腿子公司「鬥士育樂股份有限公司」（株式会社ファイターズ スポーツ&エンターテイメント）擁有和經營。建設成本約為600億日元。
2020年1月，包括新球場在內的球場區域名稱定名為「北海道棒球園區F村」，不動產公司日本ES-CON（日本エスコン）取得冠名權，新球場冠名為「ES CON FIELD HOKKAIDO」。4月13日，舉行了開工儀式。建設工作由大林組所主導的團隊共同承攬。
2021年11月22日，鬥士育樂公司宣布將在同一球場舉行2023年夏季高中棒球錦標賽北海道南區及北海道北區的半決賽和決賽共六場比賽。
2022年8月8日，日本棒球機構執行委員會決定了2023年職業棒球賽程的大綱，日本火腿主場開幕戰於3月30日在此球場舉行。
2023年1月5日，舉行完工儀式。

## 啟用
2023年3月14日，本球場第一次舉辦棒球賽，為埼玉西武獅與日本火腿的熱身賽，該場比賽西武以3比1擊敗日本火腿，勝利投手松本航（松本 航）、敗戰投手科迪·龐塞（Cody Joe Ponce）、大曲錬（大曲 錬）救援成功。
同年3月28日做為球場啟用的慶祝活動，舉辦了演唱會。
日本職棒2023年例行賽開幕戰於3月30日在此球場舉行，由日本火腿迎戰客隊東北樂天金鷲，這場比賽日本火腿以1比3敗給東北樂天金鷲，田中將大取得勝投、加藤貴之敗投、松井裕樹救援成功，東北樂天金鷲球員伊藤裕季也（伊藤 裕季也）及麥凱爾·弗朗科（Maikel Antonio Franco）擊出全壘打。
2023年8月17日，王柏融擊出台灣選手在ES CON FIELD的第一支全壘打。

## 設計

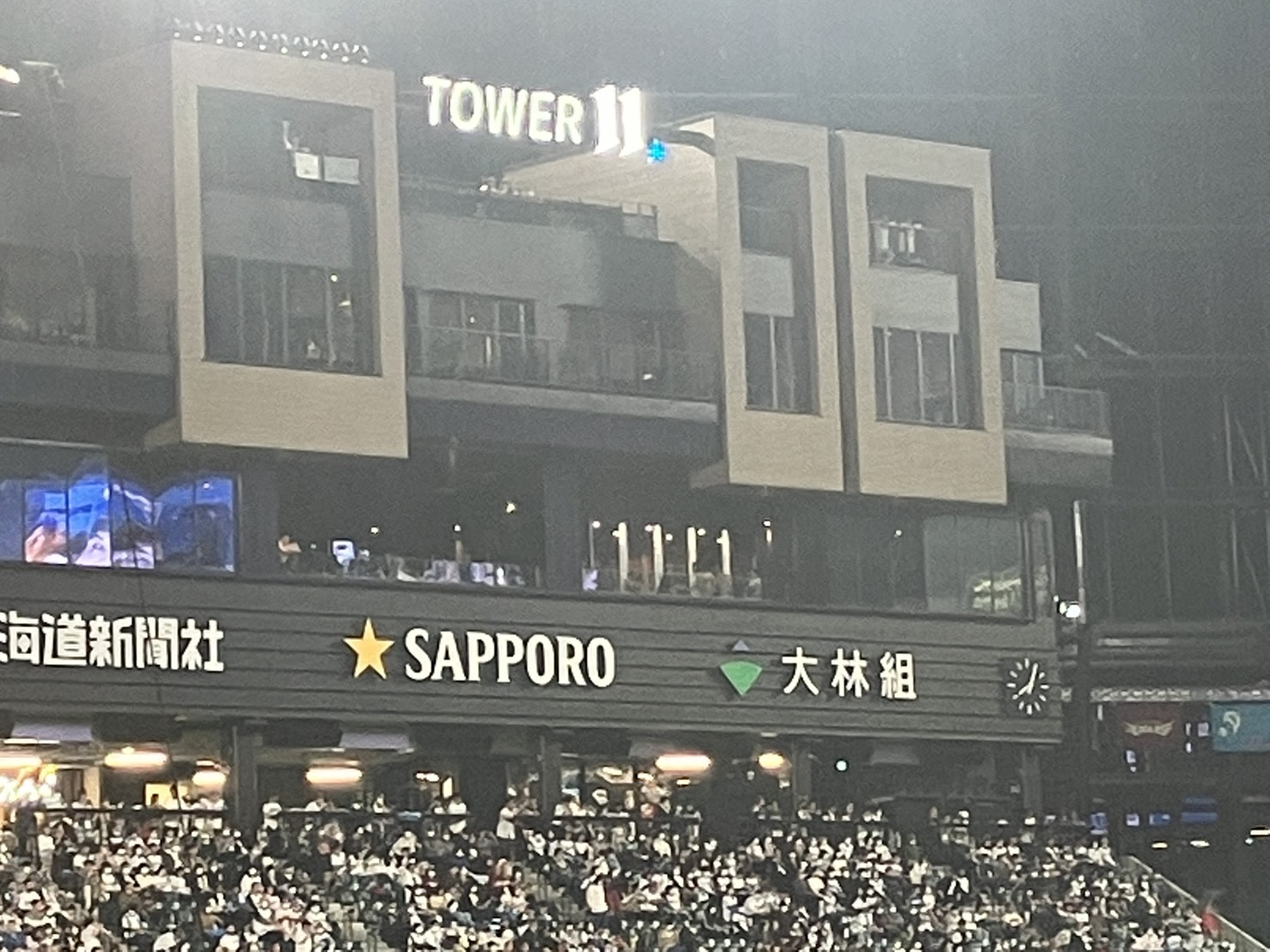
11號塔（2023年3月30日攝）

這是繼福岡縣福岡市福岡PayPay巨蛋之後，日本職棒第二座可開闔屋頂的棒球場，也是日本首個“伸縮式屋頂棒球場”，它的特點是使用日職球場較為少用的天然草皮。
屋頂在寒冷多雪的冬季關閉。外野側的外牆設計為一面巨大的玻璃帷幕，即使在屋頂關閉時，仍可讓陽光照射到草皮，促進生長。與一般圓頂的巨蛋式球場不同，這座球場具有三角形屋頂，以北海道傳統房屋風格設計。
此球場是日本職棒第五座天然草地球場，也是繼馬自達球場之後第二座擁有不對稱外野牆的球場。另一方面，牛棚設置在界內區全壘打牆與外野觀眾席之間。由於札幌巨蛋也被用作足球場，它的界外區面積大約是日本職棒其他球場的兩倍，但 ES CON FIELD HOKKAIDO 比札幌巨蛋小15%，從本壘板到後方的圍牆，距離為15米，兩翼為100米。
一個名為“十一號塔”（TOWER 11）的五層樓綜合設施建在左外野附近。該設施包括溫泉、混浴桑拿、飯店等。設施的名稱「11號」是達比修有與大谷翔平這兩位活躍於美國職棒大聯盟的球員在日本火腿時期使用之背號。

## 交通
JR北海道千歲線北廣島車站是距離球場最近的車站，但步行需要約20分鐘。為因應球場於2023年啟用，車站西口已擴建，並增加了一個接駁巴士總站，使觀眾可從車站乘巴士進入球場。
2019年公佈了一項臨時計劃，在千歲線北廣島車站和上野幌車站之間建立一個與體育場直接相連的新站，暫名為「北海道棒球園區車站」。然而，新車站預定施工時程約為4年，將來不及趕上球場的開幕，預計於2027年啟用。
球場將有7個停車場，共計4,000個停車位，由三菱地所管理運營。對於一般只依賴公共交通的日本棒球場來說，這是一個非常大的球場。

## 外部連結
- （日語）HOKKAIDO BALLPARK F VILLAGE （页面存档备份，存于） - HOKKAIDO BALLPARK F VILLAGE | 北海道ボールパーク
- （日語）ボールパーク特設サイト （页面存档备份，存于） - 北海道北広島市
- （日語）北海道ボールパーク×北広島駅西口開発 特設サイト （页面存档备份，存于） - 日本エスコン